# Relaciones Egipto-Israel

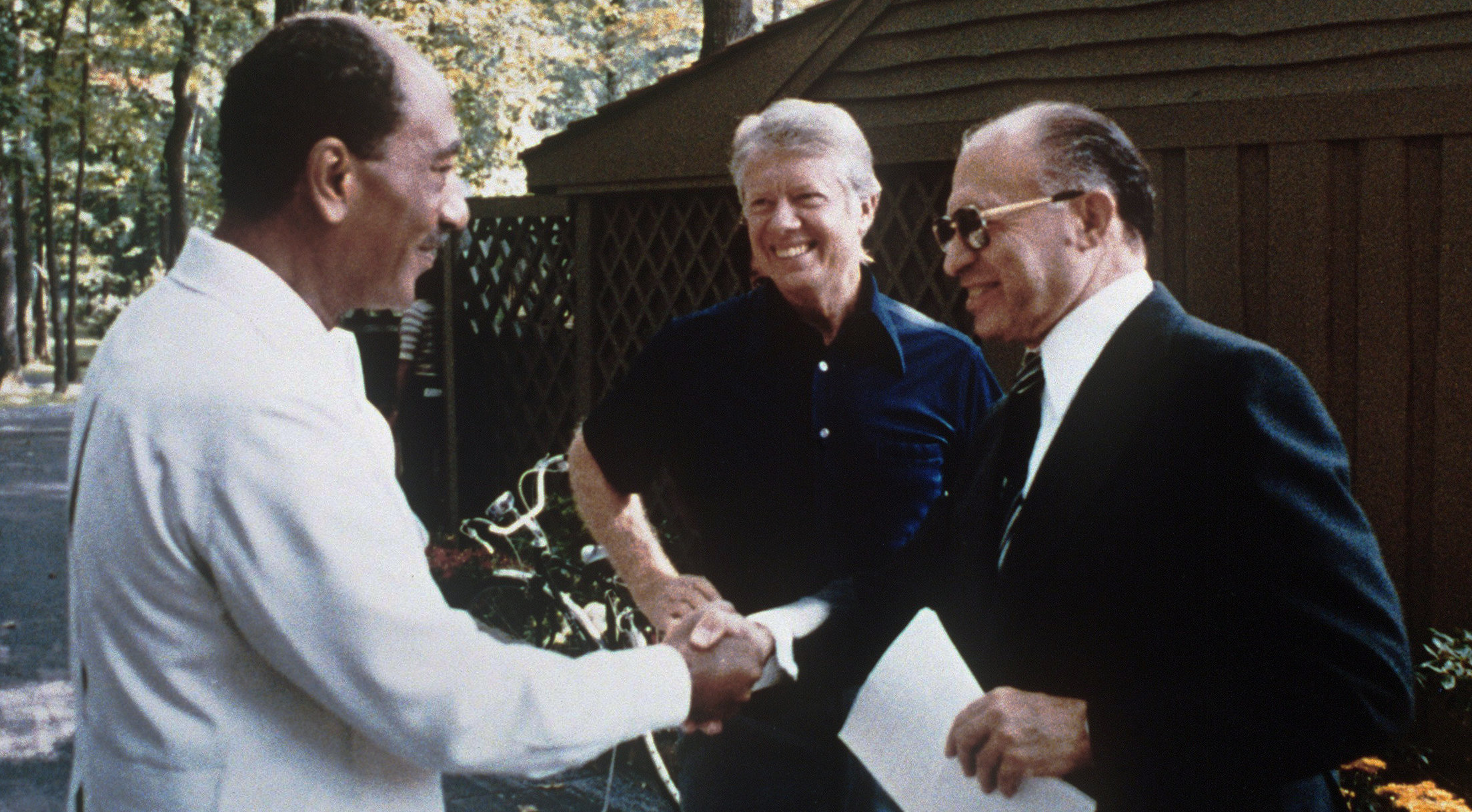
Menachem Begin, Jimmy Carter y Anwar Sadat en Camp David, 1978

Las relaciones Egipto-Israel son relaciones exteriores entre Egipto e Israel. El estado de guerra entre ambos países que se remonta a la guerra árabe-israelí de 1948 culminó en la guerra de Yom Kippur en 1973, y fue seguido por el Tratado de paz egipcio-israelí de 1979 un año después de los acuerdos de Camp David, mediado por el presidente estadounidense Jimmy Carter. Las relaciones diplomáticas plenas se establecieron el 26 de enero de 1980, y el intercambio formal de embajadores tuvo lugar un mes después, el 26 de febrero de 1980, con Eliyahu Ben-Elissar como primer embajador de Israel en Egipto y Saad Mortada como primer embajador egipcio en Israel. Egipto tiene una embajada en Tel Aviv y un consulado en Eilat. Israel tiene una embajada en El Cairo y un consulado en Alejandría. Su frontera compartida tiene dos cruces oficiales, uno en Taba y otro en Nitzana. El cruce de Nitzana es solo para tráfico comercial y turístico. Las fronteras de los dos países también se encuentran en la costa del golfo de Aqaba en el mar Rojo.
La paz entre Egipto e Israel ha durado más de treinta años y Egipto se ha convertido en un importante socio estratégico de Israel. En enero de 2011, Binyamin Ben-Eliezer, un exministro de Defensa conocido por sus estrechos vínculos con los funcionarios egipcios, declaró que "Egipto no es solo nuestro amigo más cercano en la región, la cooperación entre nosotros va más allá de lo estratégico". Sin embargo, la relación a veces se describe como una "paz fría", y muchos en Egipto se muestran escépticos acerca de su efectividad. Según la encuesta 2019-2020, el 13% de los egipcios apoya el reconocimiento diplomático de Israel, mientras que el 85% se opone. El conflicto árabe-israelí mantuvo frías las relaciones y la incitación antiisraelí prevalece en los medios egipcios.

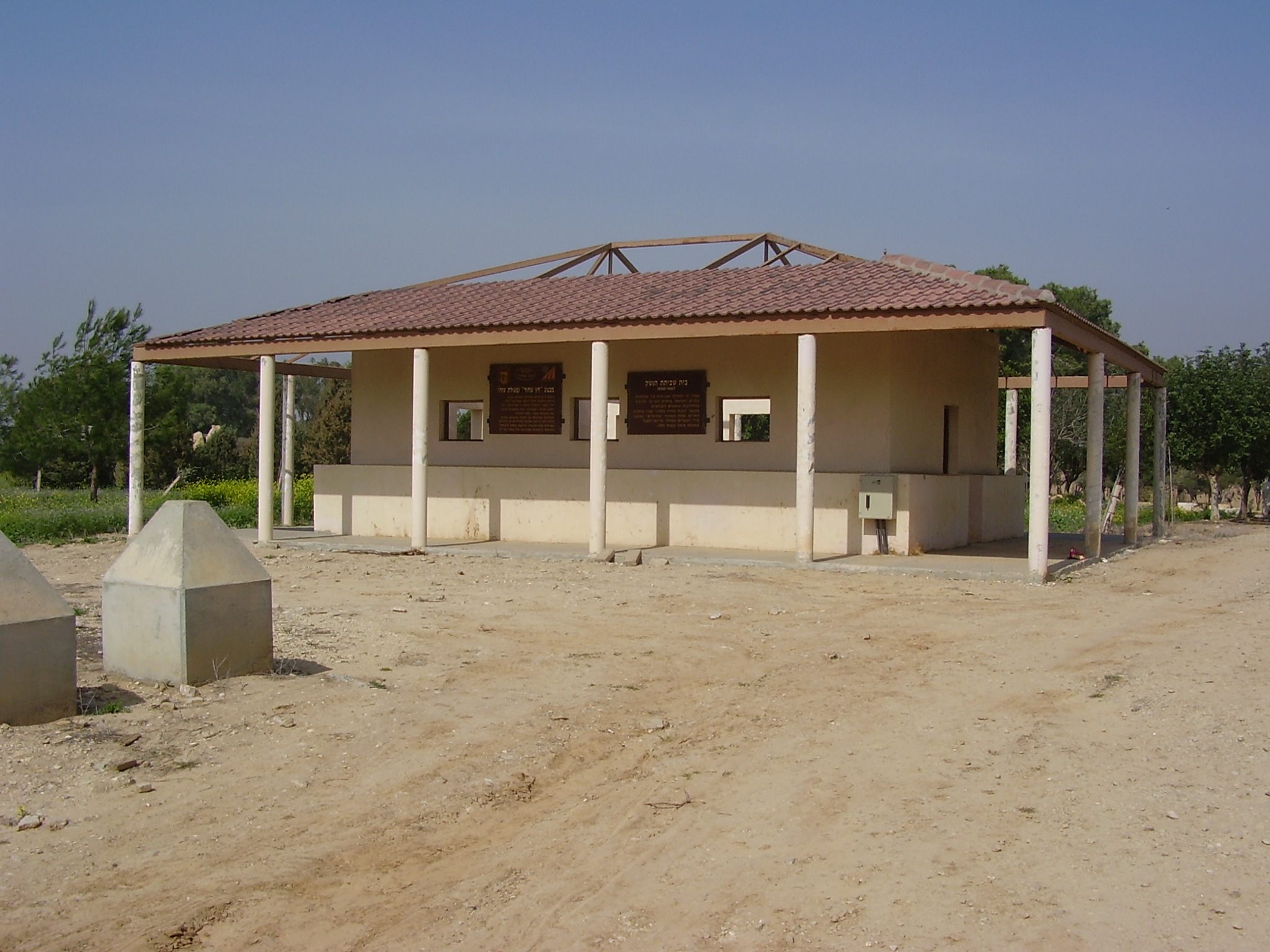
Edificio de la Comisión de Armisticio Israel-Egipto

## Historia

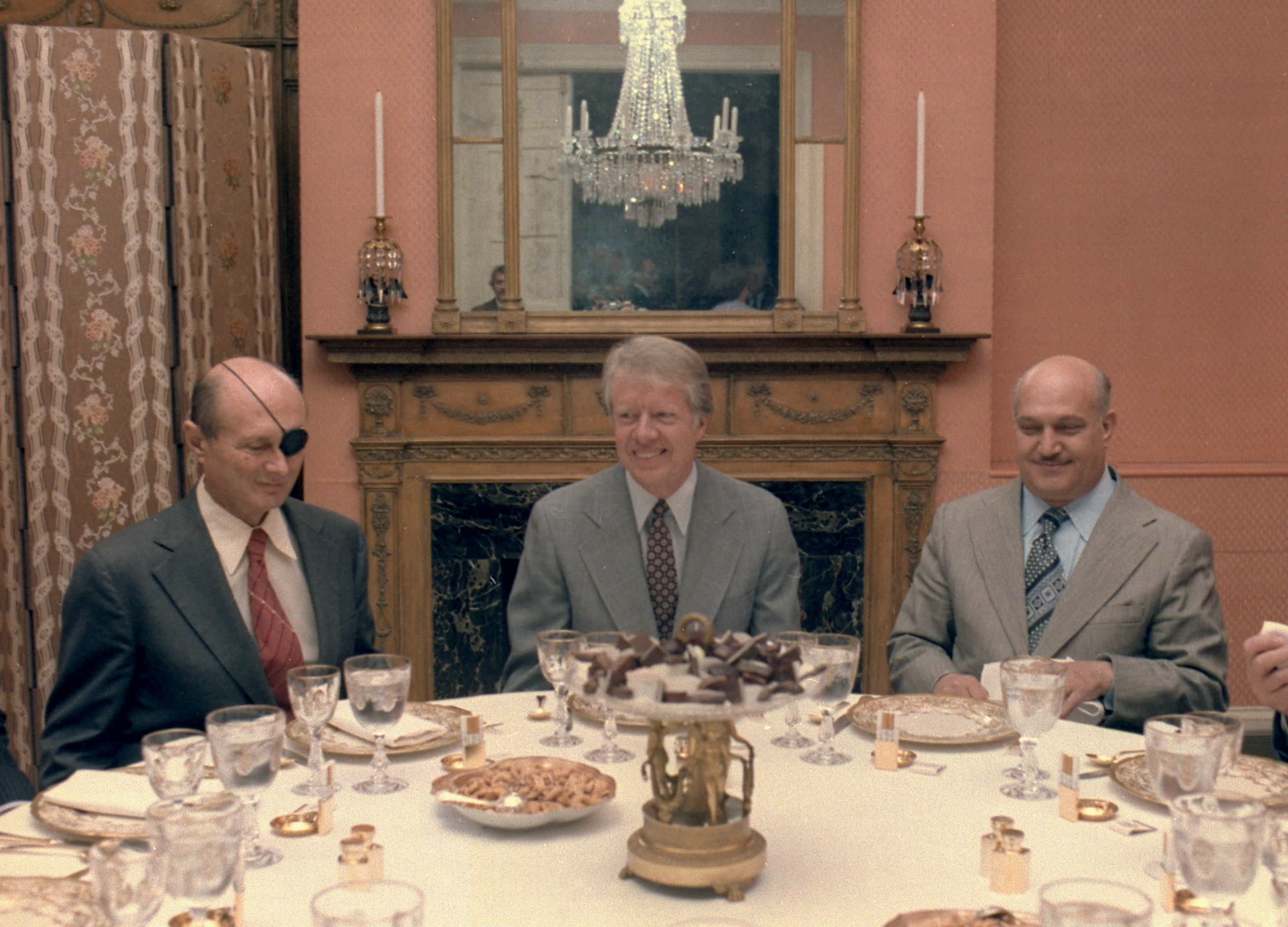
Jimmy Carter, Moshé Dayán y Kamal Hassan Ali en Blair House, 1978.

Aunque las relaciones diplomáticas se establecieron en 1980, el embajador de Egipto en Israel fue llamado de nuevo entre 1982 y 1988, y nuevamente entre 2001 y 2005 durante la Segunda Intifada.
En 2003, vehículos aéreos no tripulados de la Fuerza Aérea Egipcia entraron en el espacio aéreo israelí y sobrevolaron las instalaciones de investigación nuclear en Nahal Soreq y la base aérea de Palmajim. Israel amenazó con derribar los drones.
La Revolución Egipcia de 2011, parte de la Primavera Árabe, generó temores en Israel sobre el futuro del tratado. El primer ministro israelí, Benjamin Netanyahu, declaró inicialmente que esperaba que cualquier nuevo gobierno egipcio se adhiriera al tratado de paz con Israel, ya que había servido bien a ambos países. Después de que el ejército egipcio tomó el poder el 11 de febrero de 2011, anunció que Egipto continuaría cumpliendo con todos sus tratados internacionales y regionales. Durante los últimos años de la administración de Mubarak, el principal funcionario egipcio que llevaba a cabo contactos con Israel había sido el jefe de la inteligencia egipcia Omar Suleiman. Suleiman fue derrocado del poder al mismo tiempo que Mubarak, y se dijo que Israel tenía muy pocos canales de comunicación abiertos con Egipto durante los eventos de 2011.
Egipto socavó el bloqueo israelí de la Franja de Gaza al abrir la frontera de Rafah para las personas en mayo de 2011. Los Hermanos Musulmanes en el parlamento egipcio deseaban abrir el comercio a través de la frontera con Gaza, una medida que, al parecer, fue resistida por el gobierno egipcio de Tantawi.
En el ataque a la embajada de Israel en Egipto de 2011, miles de manifestantes egipcios irrumpieron en la embajada de Israel en El Cairo el viernes 9 de septiembre. La policía egipcia estacionada en el lugar intentó bloquear la entrada, disparando gases lacrimógenos contra la multitud. Después de que los manifestantes ingresaron a la primera sección del edificio, el embajador israelí y el personal de la embajada fueron evacuados por comandos egipcios. Después del ataque, Israel evacuó en avión al embajador israelí y alrededor de 85 diplomáticos más y sus familiares. Tras el ataque, el ejército egipcio declaró el estado de emergencia en el país. Los funcionarios egipcios condenaron el ataque y dijeron que los hechos eran parte de una conspiración externa para dañar la estabilidad y las relaciones exteriores de Egipto.
Después de un intercambio de disparos de cohetes entre Gaza e Israel en marzo de 2012, el comité parlamentario egipcio para asuntos árabes instó al gobierno egipcio a retirar a su embajador en Israel de Tel Aviv y deportar al embajador de Israel en Egipto. Esto fue en gran parte simbólico, ya que solo el consejo militar gobernante puede tomar tales decisiones.
En 2012, los Hermanos Musulmanes (HM) declararon su apoyo al tratado de paz, y el primer ministro israelí Benyamin Netanyahu afirmó que no tenía ningún problema en tratar con ellos siempre que se respetara el tratado de paz. Después de Mubarak, las autoridades egipcias continuaron protegiendo un monumento de las fuerzas de defensa israelí en el Sinaí de conformidad con sus obligaciones contractuales. Los israelíes se mantuvieron positivos sobre el tratado después de que el candidato de HM, Mohammed Morsi, fuera elegido presidente en junio de 2012.

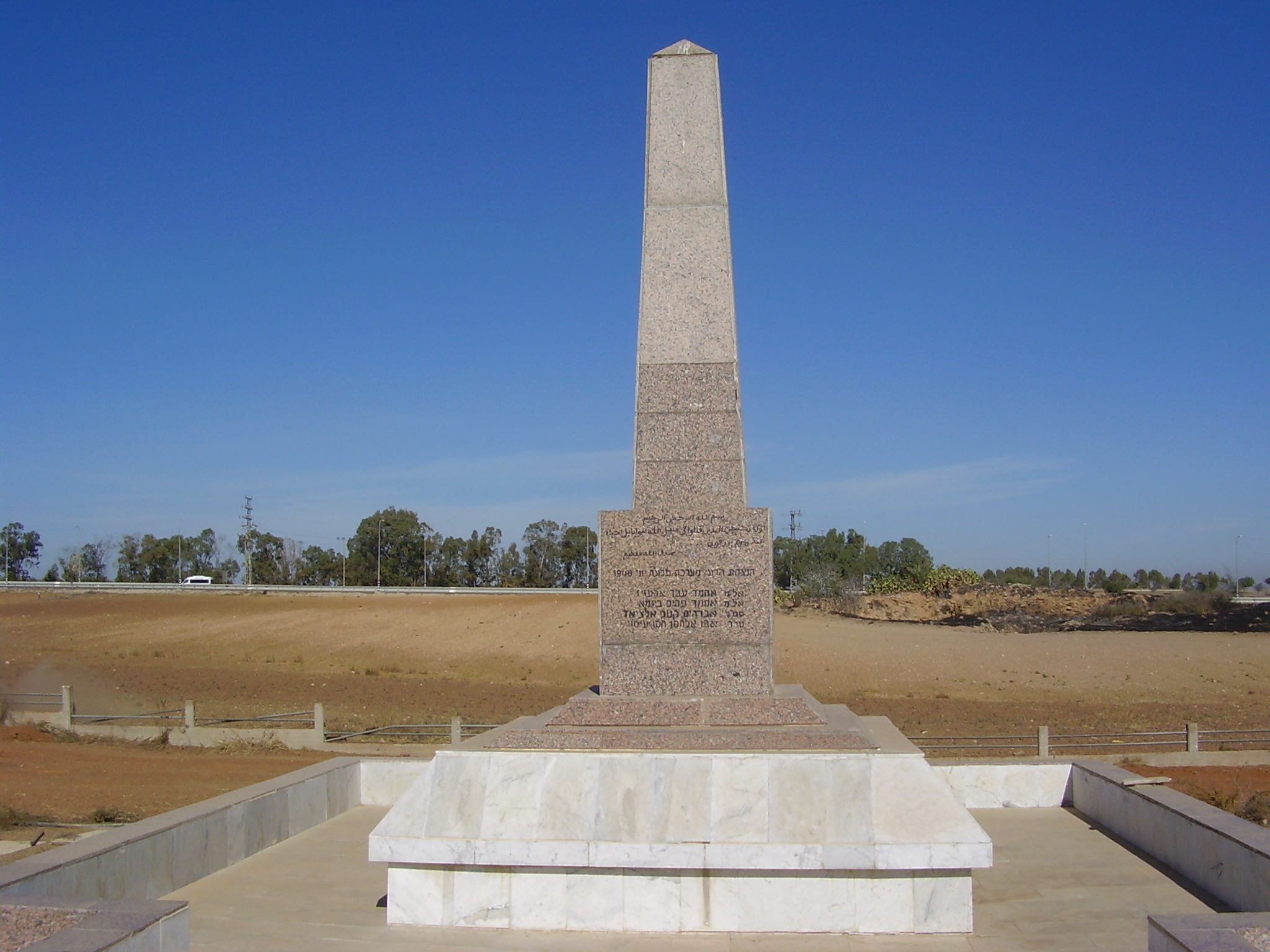
Monumento conmemorativo del ejército egipcio en Israel

El 24 de agosto de 2012, una alta fuente militar egipcia dijo que el ministro de Defensa egipcio, Abdel Fattah el-Sissi, y el ministro de Defensa israelí, Ehud Barak, habían llegado a un acuerdo sobre la cuestión de la militarización del Sinaí. Al Hayat informó que Sissi telefoneó a Barak y dijo que Egipto estaba comprometido a mantener el tratado de paz con Israel. Sissi también dijo que la militarización era temporal y necesaria para la seguridad y para combatir el terrorismo. Sin embargo, un funcionario de defensa israelí negó que se hubiera producido tal conversación.
En agosto de 2012, el ejército egipcio entró en la zona desmilitarizada sin la aprobación de Israel, violando los términos del tratado de paz. También se ha informado de que Egipto ha desplegado misiles antiaéreos en la frontera israelí, una medida que claramente apunta a Israel, ya que los grupos beduinos en el Sinaí no tienen aviones. Sin embargo, otras agencias de noticias habían informado de que el ejército egipcio se había apoderado de armas antiaéreas, antitanques y antipersonal que estaban destinadas a ser introducidas de contrabando en la franja de Gaza controlada por Hamás. Esto se sumó a la destrucción de más de 100 túneles utilizados para el contrabando. 
El 8 de septiembre de 2012, un funcionario israelí confirmó que existe coordinación entre Israel y Egipto con respecto a la Operación Águila. El portavoz militar egipcio Ahmed Mohammed Ali había anunciado anteriormente que Egipto había estado consultando con Israel sobre sus medidas de seguridad en el Sinaí.
Las relaciones han mejorado significativamente entre Israel y Egipto después de la destitución de Morsi de su cargo en julio de 2013, con una estrecha cooperación militar sobre la insurgencia del Sinaí. En particular, Israel ha permitido que Egipto aumente su número de tropas desplegadas en la península del Sinaí más allá de los términos del tratado de paz. Estos desarrollos, junto con el deterioro de las relaciones entre Israel y Jordania, han llevado a algunos a calificar a Egipto como el aliado más cercano de Israel en el mundo árabe, mientras que otros afirman que las relaciones permanecen relativamente frías. Sisi ha mantenido la política de los presidentes egipcios anteriores de comprometerse a no visitar Israel hasta que Israel reconozca la condición de Estado palestino, aunque su ministro de Relaciones Exteriores, Sameh Shoukry, sí visitó Israel.
El 2 de julio de 2015, un día después de los ataques a 15 puestos de control del ejército egipcio, Israel anunció que le estaba dando a Egipto «mano libre para operar en el norte del Sinaí contra los grupos yihadistas locales, ignorando voluntariamente un anexo a los Acuerdos de Paz de Camp David de 1979 que prohíben la presencia de fuerzas egipcias significativas en la zona». Israel también inició una campaña aérea encubierta en apoyo de las fuerzas egipcias en el Sinaí, llevando a cabo frecuentes ataques aéreos contra yihadistas en coordinación con Egipto. Esta es la primera vez que Israel y Egipto pelean del mismo lado en una guerra. Para evitar una reacción violenta en Egipto, ambos países intentaron ocultar la participación de Israel, y los aviones no tripulados, aviones y helicópteros israelíes que llevaban a cabo misiones en el Sinaí fueron desmarcados.
El 3 de noviembre de 2015, Egipto votó a favor de que Israel se uniera a UNOOSA, lo que marca la primera vez en la historia que Egipto ha votado a favor de Israel en las Naciones Unidas.
Las relaciones mejoraron aún más después de la elección de Donald Trump como presidente de los Estados Unidos y la ascensión de Mohammed bin Salman como Príncipe Heredero de Arabia Saudita, y Egipto se unió a estas naciones para presionar a la Autoridad Palestina y Jordania para que aceptaran las propuestas de paz lideradas por Estados Unidos.

## Incidentes fronterizos

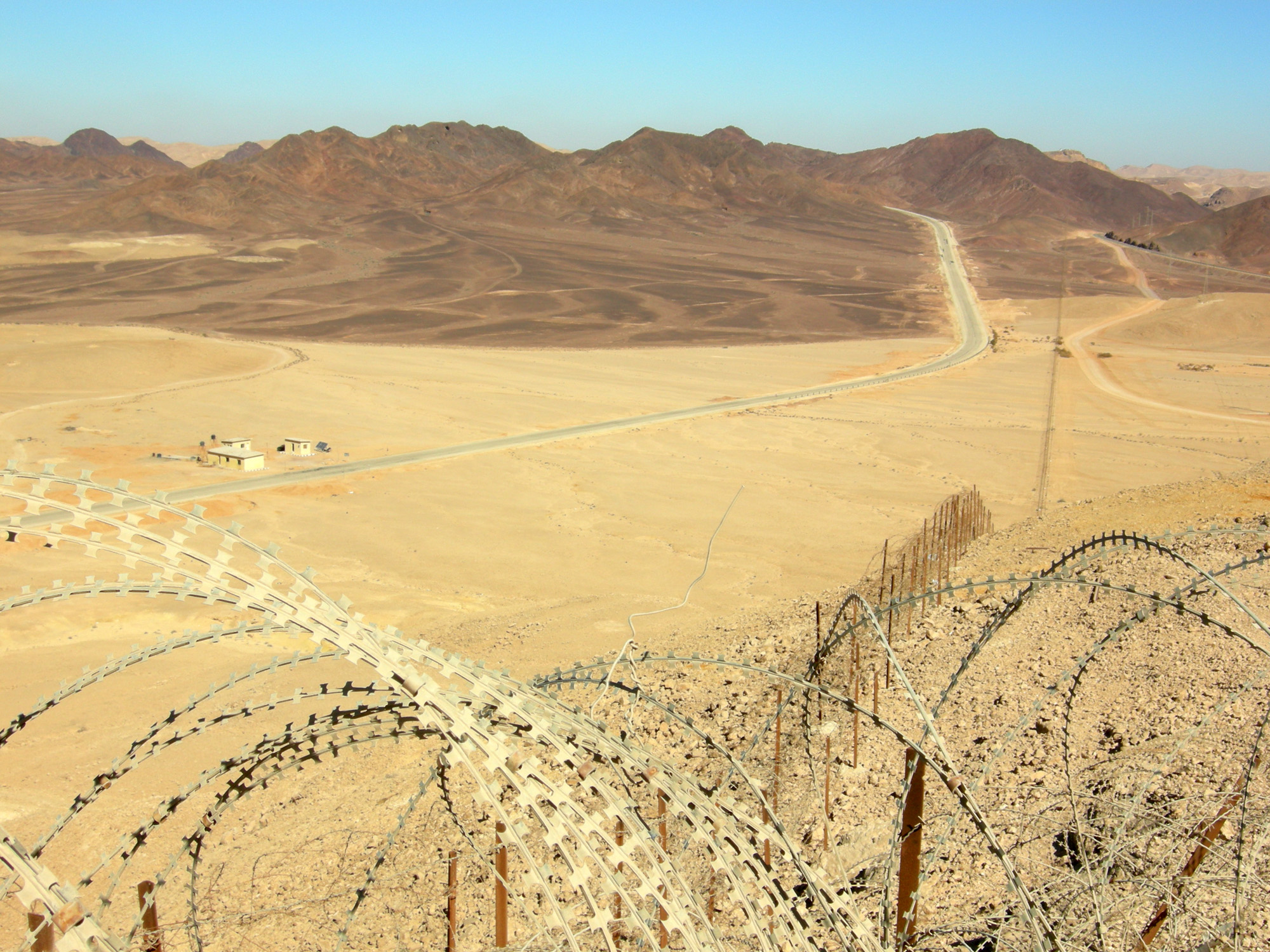
Frontera entre Egipto e Israel al norte de Eilat

Los ataques transfronterizos del sur de Israel de 2011 tuvieron lugar en agosto de ese año: los atacantes de Egipto mataron a ocho israelíes. Según los informes, las fuerzas de seguridad israelíes mataron a ocho atacantes y a dos más los de seguridad egipcia. También murieron cinco soldados egipcios. En respuesta, los manifestantes irrumpieron en la embajada de Israel . Durante las protestas, Ahmad Al-Shahhat se subió al techo de la embajada israelí y retiraron la bandera israelí, que luego fue quemada por los manifestantes.
El 5 de agosto de 2012, se produjo un ataque fronterizo cuando hombres armados tendieron una emboscada a una base militar egipcia en la península del Sinaí, mataron a 16 soldados y robaron dos vehículos blindados, que utilizaron para infiltrarse en Israel. Los atacantes atravesaron el paso fronterizo de Kerem Shalom hacia Israel, donde explotó uno de los vehículos. Luego participaron en un tiroteo con soldados de las Fuerzas de Defensa de Israel, durante el cual murieron seis de los atacantes. Ningún israelí resultó herido.
Israel está construyendo una valla de 5 metros de altura a lo largo de su frontera con Egipto conocida como la barrera Israel-Egipto. La valla se extenderá a lo largo de 240 kilómetros, desde el paso de Kerem Shalom en el norte hasta Eilat en el sur. La valla se planeó para bloquear la infiltración de refugiados y solicitantes de asilo desde África, pero adquirió una mayor urgencia con la caída del régimen de Mubarak.

## Cooperación en seguridad
La cooperación en materia de seguridad aumentó como resultado del ataque fronterizo de 2012 y la consiguiente Operación Águila contra los soldados egipcios en el Sinaí. El coronel egipcio Ahmed Mohammed Ali dijo que «Egipto se está coordinando con la parte israelí sobre la presencia de las fuerzas armadas egipcias en el Sinaí. Ellos saben esto. El despliegue de las fuerzas armadas en todo el territorio del Sinaí no es una violación del tratado de paz entre Egipto e Israel».

## Mediación diplomática
Los gobernantes egipcios posteriores a Mubarak jugaron un papel decisivo en la mediación entre Hamás e Israel para el intercambio de prisioneros de Gilad Shalit que condujo a la liberación del soldado israelí Gilad Shalit a cambio de 1.027 prisioneros palestinos entre octubre y diciembre de 2011

## Relaciones económicas
Según el Instituto de Cooperación Internacional y de Exportación de Israel, había 117 exportadores a Egipto activos en Israel en 2011 y las exportaciones de bienes de Israel a Egipto crecieron un 60% en 2011, a $ 236 millones.
Egipto tiene un acuerdo de 20 años para exportar gas natural a Israel. El acuerdo es impopular entre el público egipcio y los críticos dicen que Israel paga el precio del gas por debajo del precio de mercado. El suministro de gas a Israel fue interrumpido unilateralmente por Egipto en 2012 porque supuestamente Israel había incumplido sus obligaciones y suspendido los pagos unos meses antes. Crítico de la decisión, el primer ministro israelí, Benjamin Netanyahu, también insistió en que el corte no tenía que ver con el tratado de paz, sino más bien con «una disputa comercial entre la empresa israelí y la empresa egipcia»; el embajador egipcio Yasser Rida también dijo que el gobierno egipcio lo vio como un desacuerdo comercial, no como una disputa diplomática. El ministro de Relaciones Exteriores, Avigdor Lieberman, dijo lo mismo, y agregó que quizás los suministros de gas se estén utilizando como material de campaña para las elecciones presidenciales egipcias. El ministro de Infraestructura Nacional, Uzi Landau, desestimó las afirmaciones de que la disputa era meramente comercial.